# Syllepte
Syllepte é um gênero de mariposa pertencente à família Crambidae.